# Joseph Grehl
Joseph Grehl (ur. 1873 w Bystrzycy Kłodzkiej, zm. 1931 w Głuchołazach) – niemiecki urzędnik i fotograf amator.

## Życiorys
Urodził się w 1873 roku w Bystrzycy Kłodzkiej w Cesarstwie Niemieckim. Był synem urzędnika miejscowego sądu rejonowego. Pracował jako urzędnik w bystrzyckiej landraturze. W 1896 roku poślubił o siedem lat starszą Theresie Scholz. Około 1911 roku przybył do Tarnowskich Gór. Zatrudnił się w administracji Górnośląskiej Spółki Brackiej i zamieszkał w kamienicy przy ulicy Opolskiej 5. W Tarnowskich Górach zajął się też fotografią. Grehl wystawił swoje zdjęcia górnośląskich kościołów drewnianych w październiku 1919 roku podczas wystawy we Wrocławiu. Wiadomo też, że w marcu 1921 roku prezentował swoje fotografie w Tarnowskich Górach. Po podziale Górnego Śląska w 1922 roku, wyjechał do Gliwic, a około 1928 roku zamieszkał w Głuchołazach. Zmarł na zawał serca w 1931 roku.

## Fotografie
Niewielka część z fotografii Grehla została wydana na pocztówkach niedługo po ich wykonaniu, jednak znaczna większość z nich popadła w zapomnienie. W 2021 roku album z jego fotografiami został odnaleziony przez Sebastiana i Monikę Rosenbaum. Album ten został wydany we współpracy ze Stowarzyszeniem Miłośników Ziemi Tarnogórskiej i Muzeum w Gliwicach, jako Studium krajobrazu. Fotograficzna podróż Josepha Grehla przez Tarnowskie Góry i okolice.